# Landtagswahl in Schleswig-Holstein 1958
- SPD: 26
- SSW: 2
- FDP: 3
- CDU: 33
- BHE: 5

Die Landtagswahl in Schleswig-Holstein 1958 war die vierte freie Wahl zum Schleswig-Holsteinischen Landtag und fand am 28. September 1958 statt. Die CDU errang einen deutlichen Wahlsieg, wurde erstmals nach Wählerstimmen und Mandaten stärkste Kraft und konnte eine Regierung aus CDU und FDP bilden. Der BHE schied aus der Regierung aus.

## Vorgeschichte
Bei der Landtagswahl in Schleswig-Holstein 1954 hatte sich eine Mehrheit aus CDU, BHE und FDP ergeben. Das Wahlergebnis 1954 lautete:
| Partei | Stimmanteil in % | Sitze |
| ------ | ---------------- | ----- |
| SPD    | 33,2             | 25    |
| CDU    | 32,2             | 25    |
| BHE    | 14,0             | 10    |
| FDP    | 7,5              | 5     |
| SHB    | 5,1              | 4     |
| SSW    | 3,5              |       |

Die Wahlbeteiligung betrug 78,6 %.
Ministerpräsident der bürgerlichen Koalition wurde nach der Wahl Kai-Uwe von Hassel, der auch Spitzenkandidat der CDU bei der Landtagswahl 1958 war.

## Wahlrecht
Gemäß der Bonn-Kopenhagener Erklärungen wurde die Fünf-Prozent-Hürde 1955 für den SSW abgeschafft. Damit schaffte der SSW trotz erneuter Stimmenverluste mit 2,8 % der Stimmen den Einzug in den Landtag und stellte dort zwei Abgeordnete.

## Wahlergebnis
Das amtliche Wahlergebnis lautete wie folgt:
- Wahlberechtigte: 1567411
- Wähler: 1233578 (Wahlbeteiligung: 78,70 %)
- Gültige Stimmen: 1217015

| Partei         | Stimmen | Anteil in % | Direkt- man- date | Sitze |
| -------------- | ------- | ----------- | ----------------- | ----- |
| CDU            | 540774  | 44,43       | 32                | 33    |
| SPD            | 436966  | 35,90       | 10                | 26    |
| BHE            | 84262   | 6,92        |                   | 5     |
| FDP            | 65140   | 5,35        |                   | 3     |
| SSW            | 34136   | 2,80        |                   | 2     |
| DP             | 33994   | 2,79        |                   |       |
| DRP            | 12950   | 1,06        |                   |       |
| BdD            | 6037    | 0,50        |                   |       |
| Einzelbewerber | 2756    | 0,23        |                   |       |
| Total          | 1217015 |             | 42                | 69    |

Die gewählten Mitglieder des Landtags sind der Liste der Mitglieder des Landtages Schleswig-Holstein (4. Wahlperiode) zu entnehmen.
Es wurde eine Koalition aus CDU und FDP gebildet und Kai-Uwe von Hassel blieb Ministerpräsident. Auch sein Kabinett blieb trotz des Ausscheidens des BHE aus der Regierung unverändert. Grund war der Übertritt der BHE-Minister Lena Ohnesorge und Carl-Anton Schaefer zur CDU.